# احمد صابر
احمد صابر (عربی: أحمد صابر؛ زادهٔ ۱۱ آوریل ۱۹۶۸) بازیکن فوتبال اهل مصر بود.
وی همچنین در تیم ملی فوتبال مصر بازی کرده‌است.